# (1809) Prométhée
Pour les articles homonymes, voir Prométhée (homonymie).
(1809) Prométhée, désignation internationale (1809) Prometheus, est un astéroïde de la ceinture principale.

## Description
(1809) Prométhée est un astéroïde de la ceinture principale. Il fut découvert par le relevé Palomar-Leyde (PLS) le 24 septembre 1960 à l'observatoire Palomar. Il présente une orbite caractérisée par un demi-grand axe de 2,926 UA, une excentricité de 0,12 et une inclinaison de 3,258° par rapport à l'écliptique.
Il fut nommé en hommage à Prométhée, personnage mythologique, Titan, qui donna le feu aux humains.

## Compléments